# دوتسیا
 دوتسیا(نام علمی: Deutzia gracilis) نام یک گونه از راسته گل‌سرخ‌سانان است.